# Gesonia silvestralis
Gesonia silvestralis är en fjärilsart som beskrevs av Pierre E.L. Viette 1956. Gesonia silvestralis ingår i släktet Gesonia och familjen nattflyn. Inga underarter finns listade i Catalogue of Life.